# La Capelle-Bonance
La Capelle-Bonance – miejscowość i gmina we Francji, w regionie Oksytania, w departamencie Aveyron. W 2013 roku populacja gminy wynosiła 99 mieszkańców. Przez teren gminy przepływa rzeka Lot. Gmina położona jest na terenie Parku Regionalnego Grands Causses. 